# Lista de singles de Mary J. Blige

## Singles

### Solo
| Ano               | Single                                           | Lugar                       | Lugar                 | Lugar                                         | Lugar            | Lugar | Album                                             |
| Ano               | Single                                           | Billboard Hot 100           | Hot R&B/Hip-Hop Songs | Hot Dance Club Play                           | UK Singles Chart | NZ    | Album                                             |
| ----------------- | ------------------------------------------------ | --------------------------- | --------------------- | --------------------------------------------- | ---------------- | ----- | ------------------------------------------------- |
| 1992              | "You Remind Me"                                  | 29                          | 1                     | —                                             | 48               | —     | What's the 411?                                   |
| 1992              | "Real Love"                                      | 7                           | 1                     | 36                                            | 26               | —     | What's the 411?                                   |
| 1992              | "Reminisce"                                      | 57                          | 6                     | —                                             | 31               | —     | What's the 411?                                   |
| 1992              | "Sweet Thing"                                    | 28                          | 11                    | —                                             | —                | —     | What's the 411?                                   |
| 1993              | "Love No Limit"                                  | 44                          | 5                     | —                                             | —                | —     | What's the 411?                                   |
| 1993              | "I Don't Want to Do Anything" (with K-Ci Hailey) | —                           | 86                    | —                                             | —                | —     | What's the 411?                                   |
| 1993              | "You Don't Have to Worry"                        | 63                          | 11                    | —                                             | 36               | —     | Who's the Man? (soundtrack) / What the 411? Remix |
| 1994              | "My Love"                                        | —                           | 23                    | —                                             | 29               | —     | What the 411?                                     |
| 1994              | "Be Happy"                                       | 29                          | 6                     | —                                             | 30               | —     | My Life                                           |
| 1995              | "Mary Jane (All Night Long)" A                   | —                           | 37                    | —                                             | 17               | 33    | My Life                                           |
| 1995              | "My Life" A                                      | —                           | 14                    | —                                             | —                | —     | My Life                                           |
| 1995              | "I'm Goin' Down"                                 | 22                          | 13                    | —                                             | 12               | —     | My Life                                           |
| 1995              | "I Love You"                                     | 57                          | 29                    | —                                             | —                | —     | My Life                                           |
| 1995              | "You Bring Me Joy"                               | 57                          | 29                    | 1                                             | —                | —     | My Life                                           |
| 1995              | "Everyday It Rains" A                            | —                           | 48                    | —                                             | —                | —     | The Show (soundtrack)                             |
| 1995              | "(You Make Me Feel like) a Natural Woman"        | 95                          | 39                    | —                                             | 23               | 15    | New York Undercover (soundtrack) / My Life        |
| 1996              | "Not Gon' Cry"                                   | 2                           | 1                     | —                                             | 39               | 12    | Waiting to Exhale (soundtrack) / Share My World   |
| 1996              | "Everlasting Love" A                             | —                           | 47                    | —                                             | —                | —     | Rhythm of the Games: 1996 Olympic Games Album     |
| 1997              | "Love Is All We Need" (com Nas) A                | 43                          | 5                     | 4                                             | 15               | 7     | Share My World                                    |
| 1997              | "It's On" (com R. Kelly) A                       | —                           | 48                    | —                                             | —                | —     | Share My World                                    |
| 1997              | "I Can Love You" (com Lil Kim)                   | 28                          | 2                     | —                                             | —                | —     | Share My World                                    |
| 1997              | "Missing You" A                                  | —                           | 23                    | —                                             | 19               | —     | Share My World                                    |
| 1997              | "Everything"                                     | 24                          | 5                     | —                                             | 6                | 13    | Share My World                                    |
| 1998              | "Seven Days" A                                   | 71                          | 3                     | —                                             | —                | —     | Share My World                                    |
| 1998              | "A Dream" A                                      | —                           | 16                    | —                                             | —                | —     | Money Talks (soundtrack)                          |
| 1998              | "Beautiful" 1                                    | —                           | 72                    | —                                             | —                | —     | How Stella Got Her Groove Back (soundtrack)       |
| 1999              | "As" (com George Michael)                        | —                           | 57                    | —                                             | 4                | 21    | Mary                                              |
| 1999              | "All That I Can Say"                             | 44                          | 6                     | —                                             | 29               | —     | Mary                                              |
| 1999              | "Deep Inside"                                    | 51                          | 9                     | —                                             | 42               | —     | Mary                                              |
| 1999              | "Your Child"                                     | 106                         | 23                    | 1                                             | —                | —     | Mary                                              |
| 2000              | "Give Me You"                                    | 68                          | 21                    | —                                             | 19               | —     | Mary                                              |
| 2001              | "Family Affair"                                  | 1                           | 1                     | 1                                             | 8                | 2     | No More Drama                                     |
| 2001              | "Dance for Me"                                   | —                           | —                     | —                                             | 13               | —     | No More Drama                                     |
| 2002              | "No More Drama"                                  | 15                          | 16                    | 1                                             | 9                | 38    | No More Drama                                     |
| 2002              | "Rainy Dayz" (com Ja Rule)                       | 12                          | 8                     | 6                                             | 17               | 29    | No More Drama                                     |
| 2003              | "Love @ 1st Sight" (com Method Man)              | 22                          | 10                    | —                                             | 18               | 27    | Love & Life                                       |
| 2003              | "Ooh!"                                           | 26                          | 14                    | —                                             | —                | —     | Love & Life                                       |
| 2003              | "Not Today" (com Eve)                            | 41                          | 21                    | —                                             | 40               | —     | Love & Life                                       |
| 2003              | "Whenever I Say Your Name" (com Sting)           | —                           | 77                    | —                                             | 60               | —     | Love & Life                                       |
| 2004              | "It's a Wrap"                                    | —                           | 71                    | —                                             | —                | —     | Love & Life                                       |
| 2005              | "Be Without You"                                 | 3                           | 1                     | 1                                             | 32               | 9     | The Breakthrough                                  |
| 2006              | "One" (com U2)                                   | 86                          | —                     | —                                             | 2                | —     | The Breakthrough                                  |
| 2006              | "Enough Cryin"                                   | 32                          | 2                     | —                                             | 46               | —     | The Breakthrough                                  |
| 2006              | "Take Me As I Am"                                | 58                          | 3                     | —                                             | —                | —     | The Breakthrough                                  |
| 2006              | "MJB da MVP" (com 50 Cent) 2                     | 75                          | 19                    | —                                             | 33               | —     | The Breakthrough / Reflections - A Retrospective  |
| 2006              | "We Ride (I See the Future)"                     | 118                         | 38                    | —                                             | —                | —     | Reflections - A Retrospective                     |
| 2007              | "Just Fine"                                      | 15                          | 3                     | 1                                             | 16               | —     | Growing Pains                                     |
| 2008              | "Work That"                                      | 65                          | 16                    | —                                             | —                | —     | Growing Pains                                     |
| 2008              | "Stay Down"                                      | —                           | 34                    | —                                             | —                | —     | Growing Pains                                     |
| 2009              | "Stronger"                                       | —                           | 84                    | —                                             | —                | —     | Music Inspired by More Than a Game                |
| 2009              | "The One" (com Drake)                            | 63                          | 32                    | —                                             | —                | —     | Stronger withEach Tear                            |
| 2009              | "I Am"                                           | 65                          | 13                    | —                                             | —                | —     | Stronger withEach Tear                            |
|                   |                                                  | Número de singles acumulado |                       |                                               |                  |       |                                                   |
| Billboard Hot 100 | Hot R&B/Hip-Hop Songs                            | Hot Dance Club Play         | UK Singles Chart      | Recording Industry Association of New Zealand |                  |       |                                                   |
|                   | Number-one songs                                 | 1                           | 6                     | 6                                             | —                | —     |                                                   |
|                   | Top ten songs                                    | 6                           | 22                    | 8                                             | 5                | 2     |                                                   |
|                   | Top forty songs                                  | 16                          | 46                    | 11                                            | 25               | 10    |                                                   |

#### Rádio-singles e Outras Canções
| Year | Song                                | Billboard Hot 100 | Hot R&B/Hip-Hop Songs | Hot Dance Music/Club Play | UK Singles Chart | Album                                     |
| ---- | ----------------------------------- | ----------------- | --------------------- | ------------------------- | ---------------- | ----------------------------------------- |
| 1998 | "Beautiful"                         | —                 | 72                    | —                         | —                | How Stella Got Her Groove Back soundtrack |
| 2000 | "Sincerity" (com Nas & DMX)         | —                 | 72                    | —                         | —                | Mary                                      |
| 2000 | "Let No Man Put Asunder"            | —                 | —                     | 20                        | —                | Mary                                      |
| 2000 | "Someday at Christmas"              | —                 | 87                    | —                         | —                | Mary                                      |
| 2002 | "He Think I Don't Know"             | —                 | —                     | 15                        | —                | No More Drama                             |
| 2006 | "Baggage"                           | —                 | 104                   | —                         | —                | The Breakthrough                          |
| 2006 | "Ain't Really Love"                 | —                 | 73                    | —                         | —                | The Breakthrough                          |
| 2008 | "Hurt Again"                        | —                 | 55                    | —                         | —                | Growing Pains                             |
| 2009 | "We Got Hood Love" (com Trey Songz) | —                 | 68                    | —                         | —                | Stronger withEach Tear                    |

### Participações
| - Year | Song                                                                                       | U.S. | US R&B | UK  | Album                           |
| ------ | ------------------------------------------------------------------------------------------ | ---- | ------ | --- | ------------------------------- |
| 1993   | "Check It Out" (Grand Puba com Mary J. Blige)                                              | -    | 85     | -   | Reel to Reel                    |
| 1995   | "I'll Be There for You/You're All I Need to Get By" (Method Man com Mary J. Blige)         | 3    | 1      | 10  | Tical                           |
| 1997   | "Can't Knock the Hustle" (Jay-Z com Mary J. Blige)                                         | 73   | 35     | 30  | Reasonable Doubt                |
| 1999   | "Lean on Me" (Kirk Franklin com Mary J. Blige, Bono, R. Kelly, Crystal Lewis e The Family) | 79   | 26     | -   | The Nu Nation Project           |
| 2000   | "911" (Wyclef Jean com Mary J. Blige)                                                      | 38   | 6      | 9   | The Ecleftic: 2 Sides II A Book |
| 2001   | "Back 2 Life 2001" (DJ Clue com Mary J. Blige e Jadakiss)                                  | -    | 57     | -   | The Professional 2              |
| 2002   | "Come Close" (Common com Mary J. Blige)                                                    | 65   | 27     | -   | Electric Circus                 |
| 2004   | "I Try" (Talib Kweli com Mary J. Blige)                                                    | -    | 77     | 59  | The Beautiful Struggle          |
| 2005   | "Ain't No Way" (Patti LaBelle com Mary J. Blige)                                           | -    | 62     | 190 | Classic Moments                 |
| 2006   | "Be Easy" (Young Hot Rod com Mary J. Blige)                                                | 85   | -      | -   | Fastlane                        |
| 2006   | "Runaway Love" (Ludacris com Mary J. Blige)                                                | 2    | 3      | 21  | Release Therapy                 |
| 2007   | "Wake Up Call (Mark Ronson Remix)" (Maroon 5 com Mary J. Blige)                            | -    | -      | -   | Download-only single            |
| 2007   | "You're Welcome" (Jay-Z com Mary J. Blige)                                                 | -    | 55     | -   | Unreleased                      |
| 2008   | "Just Stand Up!" (with various female artists)                                             | 11   | 83     | 26  | Charity single                  |
| 2008   | "IfULeave" (Musiq Soulchild com Mary J. Blige)                                             | 71   | 8      | -   | OnMyRadio                       |
| 2009   | "Remember Me" (T.I. com Mary J. Blige)                                                     | 29   | 42     | 34  | Paper Trail: Case Closed        |
| 2009   | "This Is To Mother You" (Sinéad O'Connor com Mary J. Blige)                                | -    | -      | -   | Charity single                  |

2014       "It's a Wrap (Mariah Carey com Mary J. Blige presente no álbum Me. I Am Mariah... The Elusive Chanteuse